# La justicia del lobo
La justicia del lobo es una película de wéstern mexicana de 1952 dirigida por Vicente Oroná y protagonizada por Dagoberto Rodríguez, Flor Silvestre y Rosa de Castilla. Fue filmada en los Estudios Churubusco en la Ciudad de México. Los decorados de la película fueron diseñados por el director de arte Ramón Rodríguez Granada. Ésta es la segunda parte de una trilogía de películas de wéstern centradas en el personaje de El Lobo, que empezó con El lobo solitario y finalizó con Vuelve el lobo (ambas del mismo año). Esta película cuenta con el debut cinematográfico de la actriz Ana Bertha Lepe.

## Argumento
Un enmascarado justiciero salva a su novia y a unos humildes rancheros de los abusos de un poderoso hacendado.

## Reparto
- Dagoberto Rodríguez como Jorge de Alba, 'El Lobo'.
- Flor Silvestre como Lupita Gutiérrez.
- José María Linares-Rivas como Robles.
- Federico Curiel como Pichirilo.
- Rosa de Castilla como Marta de Alba.
- Pepe del Río como Alfonso.
- Aurora Walker como Nana.
- José L. Murillo como Comisario.
- Ana Bertha Lepe como Soledad.
- Pascual García Peña como Juez.
- Lupe Carriles como Mujer campesina.